# Ligne Minato
La ligne Minato (湊線, Minato-sen) est une ligne ferroviaire exploitée par la compagnie privée Hitachinaka Seaside Railway à Hitachinaka, dans la préfecture d'Ibaraki au Japon. Elle relie la gare de Katsuta à celle d'Ajigaura.

## Histoire
La ligne a été ouverte le 25 décembre 1913 entre Katsuta et Nakaminato et prolongée à Ajigaura en 1928. Une extension de la ligne permettant de desservir le Hitachi Seaside Park doit ouvrir en 2024.

## Caractéristiques

### Ligne
- Longueur : 14,3 km
- Ecartement : 1 067 mm
- Nombre de voies : Voie unique

### Liste des gares
La ligne comporte 11 gares.
| Gare            | Nom japonais | Distance (km) | Correspondances | Localisation |
| --------------- | ------------ | ------------- | --------------- | ------------ |
| Katsuta         | 勝田         | 0             | JR East : Jōban | Hitachinaka  |
| Kōkimae         | 工機前       | 0,6           |                 | Hitachinaka  |
| Kaneage         | 金上         | 1,8           |                 | Hitachinaka  |
| Nakane          | 中根         | 4,8           |                 | Hitachinaka  |
| Takadano-tekkyō | 高田の鉄橋   | 7,1           |                 | Hitachinaka  |
| Nakaminato      | 那珂湊       | 8,2           |                 | Hitachinaka  |
| Tonoyama        | 殿山         | 9,6           |                 | Hitachinaka  |
| Hiraiso         | 平磯         | 10,8          |                 | Hitachinaka  |
| Minohamagakuen  | 美乃浜学園   | 12,6          |                 | Hitachinaka  |
| Isozaki         | 磯崎         | 13,3          |                 | Hitachinaka  |
| Ajigaura        | 阿字ヶ浦     | 14,3          |                 | Hitachinaka  |